# Anheuser-Busch
La Anheuser-Busch è una azienda statunitense attiva nella produzione di bevande alcoliche e analcoliche. La compagnia è stata per oltre un secolo uno dei principali produttori americani e mondiali di birra, annoverando nel suo catalogo marchi famosi e prestigiosi come Budweiser. Il 18 novembre 2008 l'azienda si è fusa con il colosso belga InBev dando vita alla Anheuser-Busch InBev, il proprietario è l'imprenditore brasiliano Jorge Paulo Lemann, tuttavia la AB e la InBev non sono state assorbite dalla nuova società, ma continuano ad operare i propri marchi in condizione di sussidiarietà della nuova capogruppo che si è originata dalla fusione.

## Storia
La Anheuser-Busch ebbe origine a St. Louis nel Missouri quando, nel 1860, un ricco fabbricante di sapone di origine tedesca di nome Eberhard Anheuser divenne proprietario di una distilleria. Il genero di Anheuser, Adolphus Busch, si unì all'impresa nel 1869 diventandone presidente nel 1880 alla morte del fondatore.
Adolphus Busch fu il primo distillatore statunitense ad usare il sistema della pastorizzazione ed inoltre il primo ad usare un sistema di refrigerazione artificiale. Nel 1876 Busch introdusse sul mercato il famoso marchio Budweiser e l'anno successivo produsse la sua prima cola a cui diede il nome di King Cola.
Grazie alle invenzioni di Busch e al successo della Budweiser la Anheuser-Busch crebbe fino a diventare il più grande fabbricante di birra degli Stati Uniti nel 1957.
Nel 1981 venne costituita la Anheuser-Busch International, Inc. per gestire le operazioni internazionali.
Nel 2008, al momento della fusione con la InBev, la Anheuser-Busch occupava una quota del 48,9% del mercato della birra e vendeva circa 11 miliardi di bottiglie l'anno.

## Birrifici

### Negli USA
Negli Stati Uniti d'America la Anheuser-Busch possiede e gestisce 12 birrifici:
- St. Louis, Missouri (quartier generale)
- Baldwinsville, New York
- Cartersville, Georgia
- Columbus, Ohio
- Fairfield, California
- Fort Collins, Colorado
- Houston, Texas
- Jacksonville, Florida
- Los Angeles, California
- Merrimack, New Hampshire
- Newark, New Jersey
- Williamsburg, Virginia

### Resto del Mondo
La Anheuser-Busch è proprietaria di 15 birrifici nel mondo (oltre a quelli negli USA), di questi ben 14 si trovano nella Repubblica Popolare Cinese e vengono operati dalla AB fin dal 2004 in seguito all'acquisizione della Budweiser Wuhan International Brewing Company, Ltd. e della Harbin Brewery Group Ltd.
Il restante birrificio è situato nel Regno Unito, ma la sua chiusura è prevista per il 2010 come conseguenza del programma di ristrutturazione voluto dalla InBev.

### Produzione in licenza
La birra Budweiser viene prodotta (su licenza, e quindi non direttamente dalla Anheuser-Busch) anche in Argentina, Canada, Irlanda, Italia, Giappone, Russia, Corea del Sud e Spagna.

## Investimenti e altre attività
Anheuser-Busch possiede quote più o meno importanti nelle seguenti società:
- 49% di Grupo Modelo in Messico[1]
- 7% di Tsingtao Brewery Company Ltd. in China[1] (un altro 19.9% è stato venduto alla Asahi)
- 34% di Redhook Ale Brewery[2]
- 40% di Widmer Brothers Brewery[2]
- 99.77% di Harbin Brewery[3]

La Anheuser-Busch deteneva anche il controllo della Busch Entertainment Corporation, una delle più grandi aziende statunitensi di gestione di parchi di divertimento, poi venduta al Blackstone Group.